# Municipio de San Luis del Cordero
El municipio de San Luis del Cordero es uno de los 39 municipios del estado mexicano de Durango. Su cabecera es la localidad de San Luis del Cordero. Está poblado por 2100 habitantes. Se estableció como municipio en 1895.

## Demografía

### Localidades
En el censo de 2020 el municipio de San Luis del Cordero contaba con 7 localidades.
| Código INEGI    | Localidad                 | Población (2020) |
| --------------- | ------------------------- | ---------------- |
| 100290001       | San Luis del Cordero      | 1 522            |
| 100290008       | La Purísima               | 192              |
| 100290012       | San Juan de las Boquillas | 185              |
| 100290011       | San José del Refugio      | 124              |
| 100290014       | Tepalcateño               | 63               |
| 100290004       | Las Cuevas                | 9                |
| 100290010       | San Elías                 | 8                |
| Total municipal | Total municipal           | 2 103            |

## Presidentes municipales
| Presidente municipal         | Periodo   |
| ---------------------------- | --------- |
| Felipe Corchado Samaniego    | 1950-1952 |
| Jesús Jiménez Alvarado       | 1953-1956 |
| Pedro Jiménez Borrego        | 1957-1959 |
| Élfego Franco Ramírez        | 1959-1961 |
| Delfino Corchado Ramírez     | 1963-1965 |
| Agustín Ramírez Lozano       | 1965-1967 |
| Alfonso Felix Chávez         | 1969-1971 |
| Santana Jiménez Salazar      | 1972-1974 |
| Antonio Jiménez Salazar      | 1975-1977 |
| Severino Corchado Jiménez    | 1980-1983 |
| Antonio Jiménez Corchado     | 1983-1986 |
| Facundo Jiménez Marrufo      | 1986-1989 |
| Manuel Rubio Alvarado        | 1989-1992 |
| Alfonso Alvarado Ramírez     | 1995-1995 |
| Dr. Jesús Rentería Maldonado | 1995-1998 |
| Ing. Facundo Jiménez Marrufo | 1998-2001 |